# Reichersdorf (Bad Lausick)
Reichersdorf ist ein Stadtteil der Stadt Bad Lausick im sächsischen Landkreis Leipzig. Er wurde bereits am 1. Oktober 1935 eingemeindet und wird somit nicht als eigenständiger Ortsteil geführt.

## Geografie

### Geografische Lage und Verkehr
Reichersdorf befindet sich südlich von Bad Lausick am Heinersdorfer Bach, einem Zufluss der Eula. Die Bebauung geht im Norden direkt in das Stadtgebiet von Bad Lausick über. Nördlich von Reichersdorf verläuft die Bundesstraße 176, direkt östlich des Orts die Bahnstrecke Leipzig–Geithain.

### Nachbarorte
|             | Bad Lausick                                 | Etzoldshain |
| Heinersdorf | Kompassrose, die auf Nachbargemeinden zeigt | Ballendorf  |
| Elbisbach   | Buchheim                                    |             |

### Nahverkehr
Reichersdorf wird durch den öffentlichen Nahverkehr nicht bedient.

## Geschichte
Das Straßenangerdorf Reichersdorf wurde im Jahr 1368 als Richersdorf erwähnt. Kirchlich gehörte der Ort seit jeher zu Lausick bzw. Bad Lausick. Bezüglich der Grundherrschaft unterstand Reichersdorf als Amtsdorf bis 1856 dem kurfürstlich-sächsischen bzw. königlich-sächsischen Amt Colditz. Bei den im 19. Jahrhundert im Königreich Sachsen durchgeführten Verwaltungsreformen wurden die Ämter aufgelöst. Dadurch kam Reichersdorf im Jahr 1856 unter die Verwaltung des Gerichtsamts Lausick und 1875 an die neu gegründete Amtshauptmannschaft Borna.
Am 1. Oktober 1935 erfolgte die Eingemeindung von Reichersdorf nach Bad Lausick. Durch die zweite Kreisreform in der DDR im Jahr 1952 wurde Reichersdorf als Stadtteil von Bad Lausick dem Kreis Geithain im Bezirk Leipzig angegliedert, der ab 1990 als sächsischer Landkreis Geithain fortgeführt wurde. Am 1. Januar 1994 erfolgte die Umgliederung von Bad Lausick mit seinen Stadt- und Ortsteilen in den Landkreis Grimma, der am 1. August 1994 im Muldentalkreis und 2008 im Landkreis Leipzig aufging.